# Linpus Linux
Linpus Linux est une distribution Linux dérivée de Fedora 8 que la société Taïwanaise Linpus Technologies Inc a spécialement étudié pour le support des langues asiatiques. Une version spécifique, Linpus Lite à même été créée, offrant de meilleures performances sur des netbooks.
La version Linpus Lite est destinée aux ordinateurs dits ultra portables ou UMPC, ou netbook. Elle était proposée sur certaines versions des ordinateurs (Acer Aspire One, Airis Kira IL1, ...).